# 张秋歌
张秋歌（？年—），男，内蒙古科尔沁草原人，中国大陆话剧演员、影视演员，中国国家话剧院一级演员。